# 赫莉娜·吕特尔
赫莉娜·吕特尔（1997年8月11日—），愛沙尼亞女子羽毛球運動員。

## 簡歷
2015年5月，赫莉娜·吕特尔出戰里加羽毛球國際賽，與 克里斯汀·库巴 合作贏得女子雙打比賽冠軍。

## 主要比賽成績
只列出曾進入準決賽的國際賽事成績：
| 年份   | 賽事                 | 公開賽級別 | 項目     | 拍檔                | 成績   |
| ------ | -------------------- | ---------- | -------- | ------------------- | ------ |
| 2014年 | 立陶宛羽毛球國際賽   | 未來系列賽 | 女子雙打 | 克里斯汀·库巴       | 亞軍   |
| 2015年 | 葡萄牙羽毛球國際賽   | 國際系列賽 | 女子雙打 | 克里斯汀·库巴       | 準決賽 |
| 2015年 | 歐洲青年羽毛球錦標賽 | 其他       | 女子雙打 | 克里斯汀·库巴       | 季軍   |
| 2015年 | 里加羽毛球國際賽     | 未來系列賽 | 女子雙打 | 克里斯汀·库巴       | 冠軍   |
| 2015年 | 波蘭羽毛球國際賽     | 國際系列賽 | 女子雙打 | 克里斯汀·库巴       | 準決賽 |
| 2016年 | 愛沙尼亞羽毛球國際賽 | 國際系列賽 | 女子雙打 | 克里斯汀·库巴       | 亞軍   |
| 2016年 | 立陶宛羽毛球國際賽   | 未來系列賽 | 女子雙打 | 克里斯汀·库巴       | 準決賽 |
| 2017年 | 愛沙尼亞羽毛球國際賽 | 國際系列賽 | 女子雙打 | 克里斯汀·库巴       | 準決賽 |
| 2017年 | 克羅地亞羽毛球國際賽 | 未來系列賽 | 女子雙打 | 克里斯汀·库巴       | 冠軍   |
| 2017年 | 捷克羽毛球國際賽     | 未來系列賽 | 女子雙打 | 克里斯汀·库巴       | 亞軍   |
| 2017年 | 拉脫維亞羽毛球國際賽 | 未來系列賽 | 女子雙打 | 克里斯汀·库巴       | 亞軍   |
| 2017年 | 立陶宛羽毛球國際賽   | 未來系列賽 | 女子雙打 | 克里斯汀·库巴       | 冠軍   |
| 2017年 | 哈爾科夫羽毛球國際賽 | 國際挑戰賽 | 女子單打 | －                  | 準決賽 |
| 2017年 | 哈爾科夫羽毛球國際賽 | 國際挑戰賽 | 女子雙打 | 克里斯汀·库巴       | 準決賽 |
| 2017年 | 摩洛哥羽毛球國際賽   | 國際系列賽 | 女子雙打 | 克里斯汀·库巴       | 冠軍   |
| 2018年 | 奧地利羽毛球公開賽   | 國際挑戰賽 | 女子雙打 | 克里斯汀·库巴       | 準決賽 |
| 2018年 | 拉脫維亞羽毛球國際賽 | 未來系列賽 | 女子雙打 | 克里斯汀·库巴       | 冠軍   |
| 2018年 | 立陶宛羽毛球國際賽   | 未來系列賽 | 女子雙打 | 克里斯汀·库巴       | 冠軍   |
| 2018年 | 挪威羽毛球國際賽     | 國際系列賽 | 女子雙打 | 凯蒂-克雷特·马兰    | 亞軍   |
| 2019年 | 伊朗羽毛球國際挑戰賽 | 國際挑戰賽 | 女子雙打 | 凯蒂-克雷特·马兰    | 準決賽 |
| 2019年 | 斯洛伐克羽毛球公開賽 | 未來系列賽 | 女子雙打 | 凯蒂-克雷特·马兰    | 冠軍   |
| 2019年 | 拉脫維亞羽毛球國際賽 | 未來系列賽 | 女子雙打 | 凯蒂-克雷特·马兰    | 冠軍   |
| 2020年 | 拉脫維亞羽毛球國際賽 | 未來系列賽 | 女子雙打 | 凯蒂-克雷特·马兰    | 冠軍   |
| 2020年 | 拉脫維亞羽毛球國際賽 | 未來系列賽 | 混合雙打 | Mihkel Laanes       | 冠軍   |
| 2021年 | 波蘭羽毛球公開賽     | 國際挑戰賽 | 女子雙打 | 凱蒂-克雷特·馬蘭    | 準決賽 |
| 2021年 | 葡萄牙羽毛球國際賽   | 國際系列賽 | 女子雙打 | 凱蒂-克雷特·馬蘭    | 亞軍   |
| 2021年 | 哈爾科夫羽毛球國際賽 | 國際系列賽 | 女子雙打 | 凱蒂-克雷特·馬蘭    | 準決賽 |
| 2021年 | 荷蘭羽毛球公開賽     | 國際挑戰賽 | 女子雙打 | 凱蒂-克雷特·馬蘭    | 準決賽 |
| 2022年 | 愛沙尼亞羽毛球國際賽 | 國際系列賽 | 女子雙打 | 凯蒂-克雷特·马兰    | 準決賽 |
| 2022年 | 拉脫維亞羽毛球國際賽 | 未來系列賽 | 女子雙打 | 凯蒂-克雷特·马兰    | 冠軍   |
| 2022年 | 拉脫維亞羽毛球國際賽 | 未來系列賽 | 混合雙打 | 克里斯蒂安·卡尤蘭德 | 準決賽 |
| 2023年 | 愛沙尼亞羽毛球國際賽 | 國際系列賽 | 女子雙打 | 凯蒂-克雷特·马兰    | 準決賽 |
| 2023年 | 冰島羽毛球國際賽     | 未來系列賽 | 女子雙打 | 凯蒂-克雷特·马兰    | 準決賽 |
| 2023年 | 立陶宛羽毛球國際賽   | 未來系列賽 | 女子雙打 | 凱蒂-克雷特·馬蘭    | 冠軍   |
| 2023年 | 拉脫維亞羽毛球國際賽 | 未來系列賽 | 女子雙打 | 凱蒂-克雷特·馬蘭    | 冠軍   |
| 2023年 | 挪威羽毛球國際賽     | 國際系列賽 | 女子雙打 | 凱蒂-克雷特·馬蘭    | 亞軍   |
| 2024年 | 拉脫維亞羽毛球國際賽 | 未來系列賽 | 女子雙打 | 凱蒂-克雷特·凱斯納  | 準決賽 |
| 2024年 | 拉脫維亞羽毛球國際賽 | 未來系列賽 | 混合雙打 | 克里斯蒂安·卡尤兰德 | 冠軍   |
| 2025年 | 愛沙尼亞羽毛球國際賽 | 國際系列賽 | 女子雙打 | 凱蒂-克雷特·凱斯納  | 準決賽 |
| 2025年 | 拉脫維亞羽毛球國際賽 | 未來系列賽 | 女子雙打 | 凱蒂-克雷特·凱斯納  | 準決賽 |

| 2007-2017年 | 首要超級賽 | 超級賽 | 黃金大獎賽 | 大獎賽 | 國際挑戰賽 | 國際系列賽 | 未來系列賽 | 其他 |

| 2018-2026年 | 總決賽 | 超級1000賽 | 超級750賽 | 超級500賽 | 超級300賽 | 超級100賽 | 國際挑戰賽 | 國際系列賽 | 未來系列賽 | 其他 |

### 奧運會和世錦賽參賽紀錄
|          | 搭檔             | 2017 | 2018 | 2019 | 2020 | 2021 | 2022 | 2023 |
| -------- | ---------------- | ---- | ---- | ---- | ---- | ---- | ---- | ---- |
| 女子雙打 | 克里斯汀·库巴    | 32強 | －   | －   | －   | －   | －   | －   |
| 女子雙打 | 凱蒂-克雷特·馬蘭 | －   | －   | 64強 | －   | 64強 | 64強 | 64強 |